# Inmaculada Rodríguez-Piñero
Inmaculada Rodríguez-Piñero Fernández (ur. 7 stycznia 1958 w Madrycie) – hiszpańska ekonomistka i polityk, członkini władz krajowych PSOE, posłanka krajowa, deputowana do Parlamentu Europejskiego VIII i IX kadencji.

## Życiorys
Absolwentka ekonomii na Uniwersytecie Complutense w Madrycie. Magisterium uzyskała w Stanach Zjednoczonych na University of Minnesota, odbyła również studia doktoranckie na Universidad de Valencia. Pracowała jako urzędniczka służby cywilnej w administracji regionalnej Walencji, obejmując kierownicze stanowiska (dyrektora generalnego lub sekretarza generalnego) w kilku urzędach. Pełniła m.in. funkcję sekretarza generalnego ds. infrastruktury w ministerstwie rozwoju Walencji. Zaangażowała się również w działalność polityczną w ramach Hiszpańskiej Socjalistycznej Partii Robotniczej, wchodząc w skład jej władz krajowych jako sekretarz ds. polityki gospodarczej i zatrudnienia.
W 2008 uzyskała mandat posłanki do Kongresu Deputowanych, niższej izby Kortezów Generalnych IX kadencji. Złożyła go w 2009, obejmując stanowisko sekretarza generalnego ds. infrastruktury w hiszpańskim ministerstwie robót publicznych. W 2011 z powodzeniem ubiegała się o poselską reelekcję na X kadencję.
W 2014 z ramienia socjalistów została wybrana na eurodeputowaną VIII kadencji. W 2019 z powodzeniem ubiegała się o reelekcję.